# Sophronica rufipennis
Sophronica rufipennis là một loài bọ cánh cứng trong họ Cerambycidae.